# Ochthebius alluaudi
Ochthebius alluaudi är en skalbaggsart som beskrevs av Régimbart 1903. Ochthebius alluaudi ingår i släktet Ochthebius och familjen vattenbrynsbaggar. Inga underarter finns listade i Catalogue of Life.